# Gallodoro
Gallodoro ist eine Stadt der Metropolitanstadt Messina in der Region Sizilien in Italien mit 323 Einwohnern (Stand 31. Dezember 2023).

## Lage und Daten
Gallodoro liegt 44 km südlich von Messina. Die Einwohner arbeiten hauptsächlich in der Landwirtschaft. 
Die Nachbargemeinden sind Forza d’Agrò, Letojanni und Mongiuffi Melia.

## Geschichte
Bis 1952 bildete Gallodoro mit Letojanni eine Gemeinde.

## Sehenswürdigkeiten

### Kultur
- Kirche der hl. Jungfrau aus dem 14. Jahrhundert
- Kirche der hl. Maddalena, die Kirche ist griechischen Ursprungs
- Kirche des hl. Sebastiano aus dem 17. Jahrhundert

### Sport
- Hier gibt es eine Startplatz für Deltaplan und Hängegleiterflüge, der Landeplatz ist der Strand von Letojanni.